# Pat Lawson
Patricia Lawson, detta Pat (Saskatoon, 18 novembre 1929 – Saskatoon, 10 ottobre 2019), è stata una cestista e golfista canadese.

## Carriera
Dopo la carriera con la University of Saskatchewan, vinse con le Vancouver Eilers il campionato canadese del 1955 e con le Saskatoon Adilman Aces quello del 1959. Con il Canada ha disputato i Giochi panamericani di Chicago 1959.
È stata introdotta nel 1984 nella Saskatchewan Athletic Hall of Fame, nel 1985 nella Saskatchewan Sports Hall of Fame e nel 2019 nella Canada Basketball Hall of Fame.